# 法內情
《法內情》是一部1988年上映的香港剧情片，黃泰來执导，刘德华和葉德嫻主演。它是1985年《法外情》的续集，续集为1989年上映的《法內情大結局》。

## 剧情
前情提要：劉志鵬（劉德華飾）是一位在孤兒院長大的青年律師，曾為一位被控謀殺的妓女劉惠蘭（葉德嫻飾）打贏官司，但他始終不知劉惠蘭原來是自己的母親。
劉惠蘭仍操皮肉生涯，平日被雜差收黑錢敲詐，生活相當悲苦，不幸律師兒子的出世紙（出生證明），又落入惡劣警員王發（黃智強飾）手中，王發勒索葉拿出鉅款，迫得她到麻雀（麻將）館賭博出千，被捉毒打。在同為妓女的姊妹們幫助下，籌得鉅款，然而王發卻出爾反爾，走投無路之下，劉惠蘭殺死了王發，被捕候審。孤兒院修女瑪利亞知悉此事，找志鵬再次為劉惠蘭辯護。劉惠蘭為了不想讓兒子知道身世，寧可自殺作了結，幸而獲救。在醫院，修女瑪修亞忍不住向志鵬講出秘密，劉惠蘭不僅是那位供給他到外國留學的無名叔叔，更是他的生母。 
志鵬與法官及檢察官（秦沛飾）早有摩擦，積怨甚深，這使他為母親辯護處於弱勢。而志鵬為了母親，不惜更收買證人，教唆作假口供敗露，面臨知法犯法的懲罰。但志鵬卻在公堂上講出自己的真正身世，更讚頌劉惠蘭的偉大，最後陪審團一致同意謀殺罪名不成立，同時指責法官審判的態度不公正，並指法官如果不能從輕量刑，人格顯然有問題。最後法官判決劉惠蘭有期徒刑三年，緩刑五年，並得當庭釋放，母子團聚。在一家團聚後，志鵬和伊娃結婚，婚後育有一女。

## 角色
| 演員   | 角色                                         |
| 刘德华 | 劉志鵬，劉惠蘭之子，伊娃之夫，劉穎秀之父     |
| 葉德嫻 | 劉惠蘭，劉志鵬之母。劉穎秀之祖母             |
| 周海媚 | 伊娃，劉志鵬之妻，劇終時嫁給他。劉穎秀之母。 |
| 劉兆銘 | 老關，劉志鵬助理兼老友                       |
| 秦沛   | 秦檢察官                                     |
| 韋基舜 | 伊娃之父。劉志鵬之岳父                       |
| 成奎安 | 傻哥，放高利貸者                             |
| 黃智強 | 王發，素行不良的警員                         |
| 吳海添 | 法官                                         |

## 歌曲
- 主題曲《Ma Ma I Love You》

## 外部連結
- 開眼電影網上《法內情》的資料（繁體中文）
- 香港影庫上《法內情》的資料（繁體中文）
- 时光网上《法內情》的資料（简体中文）
- 豆瓣电影上《法內情》的資料 （简体中文）
- 爛番茄上《法內情》的資料（英文）
- 互联网电影数据库（IMDb）上《法內情》的资料（英文）